# Zentralkaschmir-Wühlmaus
Die Zentralkaschmir-Wühlmaus (Alticola montosa) ist ein Nagetier in der Gattung der Gebirgswühlmäuse, das in Asien vorkommt.

## Merkmale
Die Kopfrumpflänge der Art beträgt 10,2 bis 12,6 cm und die Schwanzlänge liegt bei 4,1 bis 6,5 cm. Zum Gewicht sind keine Angaben verfügbar. Die Farbe des langen und dichten Fells ist oberseits dunkelbraun, während die Unterseite von grauem Fell bedeckt ist. Eindeutige Unterschiede zu anderen Gattungsmitgliedern bestehen vorwiegend im Aufbau des Zahnschmelzes der hinteren molaren Zähne.

## Verbreitung und Lebensweise
Das Verbreitungsgebiet der Art liegt in der politisch umstrittenen Region Kaschmir. Weiterhin ist eine kleine westliche Population im Grenzgebiet zwischen Afghanistan und Pakistan dokumentiert. Die Zentralkaschmir-Wühlmaus hält sich in Gebirgen in Höhenlagen von 2600 bis 4300 Meter über dem Meer auf. Als Habitat dienen Bergwälder mit Höhlen, Klippen und Steinen, die Schutz bieten.
Die Nahrung besteht hauptsächlich aus Blättern und Stängeln von Kräutern, speziell der Gattungen Artemisia, Vogelknöteriche sowie Thymiane.

## Gefährdung und Schutz
Durch Kampfhandlungen in der Region ist der Bestand der Zentralkaschmir-Wühlmaus teilweise bedroht. Außerdem wirken sich Waldrodungen negativ aus. Die Art wird von der IUCN als gefährdet (Vulnerable) gelistet.